# Traugott Erich Gattinger
Traugott Erich Gattinger (* 20. September 1930 in Grieskirchen; † 11. Januar 2006) war ein österreichischer Geologe.

## Leben
Gattinger machte in Wels am Realgymnasium das Abitur und studierte ab 1949 Geologie an der Universität Wien mit der Promotion 1953 (Geologie der Kremsmauergruppe in Oberösterreich). Von 1956 bis 1959 war er an der Türkischen Geologischen Staatsanstalt (MTA) in Ankara. 1956 nahm er an einer Expedition der Österreichischen Himalaya-Gesellschaft in den Karakorum als Geologe teil. Dies war die Erstbesteigung des 8039 m hohen Gasherbrum II durch eine österreichische Expedition unter der Leitung von Fritz Morawetz. In der Türkei kartierte er, prospektierte nach Scheelit und arbeitete in der Hydrogeologie (Wasserversorgung) und Ingenieurgeologie (Baugrunduntersuchungen).
Ab 1959 war er bei der Geologischen Bundesanstalt in Wien. Er kartierte im Salzkammergut und befasste sich mit Hydrogeologie und Ingenieurgeologie. 1974 wurde er Vizedirektor und Hauptabteilungsleiter Angewandte Geowissenschaften. 1983 bis zu seinem Ruhestand 1993 war er Direktor der Geologischen Bundesanstalt. Danach war er Honorarprofessor an der Universität Salzburg.
Als Ingenieurgeologe war er am Schneealpenstollen beteiligt. Für diese Tätigkeit erhielt er das Goldene Verdienstzeichen des Landes Wien. Ferner war er unter anderem beteiligt an verschiedenen hydrogeologischen Arbeiten und Untersuchungen für die Lagerung radioaktiver Abfälle und bei den Baugrunduntersuchungen für die Wiener U-Bahn. Für den Österreich Atlas erstellte er 1969 eine hydrogeologische Karte von Österreich im Maßstab 1: 1 Million.
Er war Hofrat und Ehrenmitglied der Österreichischen Geologischen Gesellschaft.
Darüber hinaus war Gattinger auch künstlerisch erfolgreich. Einen Teil seiner Matura (Deutsch und Latein) lieferte er in gereimter Form ab und interessierte sich zeit seines Lebens aktiv für Malerei (überwiegend Öl-, Acryl- und Aquarellmalerei). Mehrere Vernissagen belegten sein umfangreiches Schaffen.

## Auszeichnungen
- Ehrenmitglied der Österreichischen Geologischen Gesellschaft
- Goldene Verdienstzeichen des Landes Wien
- 1986: Große Ehrenzeichen für Verdienste um die Republik Österreich

## Publikationen
Ausgewählte Veröffentlichungen:
- Geologischer Querschnitt des Karäkorum vom Indus zum Shaksgam. In: Jahrbuch der Geologischen Bundesanstalt. Sonderband 6, 1961, S. 1–118 (zobodat.at [PDF]).
- Geologie und Baugeschichte des Schneealpenstollens der I. Wiener Hochquellenleitung (Steiermark - Niederösterreich). In: Abhandlungen der Geologischen Bundesanstalt in Wien. Band 30, 1973, S. 1–60 (zobodat.at [PDF]).